# Mawdûd Abû al-Fath
 (septembre 2021).
Si vous disposez d'ouvrages ou d'articles de référence ou si vous connaissez des sites web de qualité traitant du thème abordé ici, merci de compléter l'article en donnant les références utiles à sa vérifiabilité et en les liant à la section « Notes et références ».
Mawdûd Abû al-Fath est un sultan de la Perse orientale et empereur de l’Inde, de la dynastie des Ghaznévides, né à Ghazni en 1020, mort dans la même ville en 1049. 
Il était gouverneur de Balkh lorsqu’il succéda, en 1041, à son père Masoud 1er. Un de ses premiers actes fut de poursuivre jusque dans l’Hindoustan son oncle Mohammed, qu’il accusait d’avoir pris part au meurtre de son père. L’ayant fait prisonnier dans une bataille livrée sur les bords du Sind, il ordonna de le mettre à mort ainsi que la plupart des membres de sa famille, se trouva l’unique possesseur de l’empire et fonda en commémoration de la victoire la ville de Fethabad. 
Ce prince brave et actif, mais esclave de ses passions, changea fréquemment de vizirs et de généraux, se montra injuste et ingrat envers ses plus fidèles serviteurs, fit beaucoup de mécontents parmi ses sujets et provoqua dans ses États plusieurs révoltes formidables, notamment celle de tous les princes hindous qui avaient rétabli les pagodes en 1044. Il soutint contre les Seldjoucides plusieurs guerres qui ne furent point heureuses, dut leur céder le Khorassan et Balkh (1047), et trouva la mort dans la neuvième année de son règne en voulant reconquérir le Khorassan.

### Source
« Mawdûd Abû al-Fath », dans Pierre Larousse, Grand dictionnaire universel du XIXe siècle, Paris, Administration du grand dictionnaire universel, 15 vol., 1863-1890 [détail des éditions].